# Revolta d'Amador Bueno
La revolta d'Amador Bueno o aclamació d'Amador Bueno, ocorreguda el 1641 a Sâo Paulo, pretenia coronar un rei que defensés els interessos econòmics de la vila, en contraposició dels de la corona portuguesa. Es considera la primera manifestació del moviment nativista del Brasil colonial.

## Història

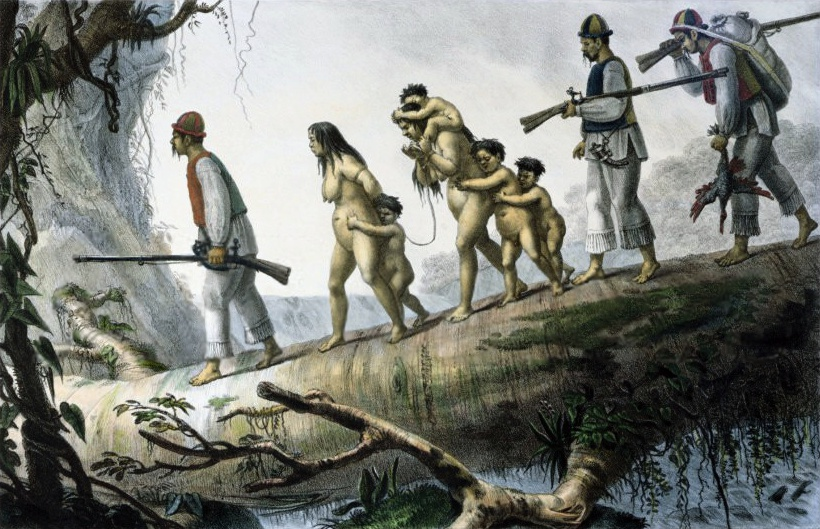
L'esclavitud indígena, que va créixer durant la Unió Ibèrica, estava amenaçada el 1640

Durant la Unió Ibèrica, els habitants de la Capitania de Sâo Vicente, sobretot de la vila de Sâo Paulo, ampliaren dins de l'Amèrica espanyola (segons el Tractat de Tordesillas) el territori de lliure actuació de les captures dels bandeirantes, que fins i tot atacaven missions jesuítiques. En aquest període també floreix el comerç i el contraban amb la regió del Riu de la Plata.

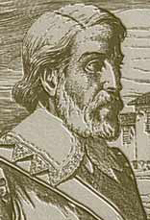
Amador Bueno

El desembre de 1640, la coronació de D. João, duc de Bragança, va marcar la restauració de la independència portuguesa. Entre les polítiques del nou rei, s'impedia el tràfic lliure de mercaderies i quedava prohibida la captura i venda d'indígenes en el mercat d'esclaus. Aquestes eren les principals fonts de riquesa de la capitania, lliures d'impostos a la Hisenda portuguesa. Lisboa, en canvi, era la gran beneficiada de l'explotació del tràfic humà africà. En prohibir l'esclavitud indígena, Portugal estaria forçant els colons a utilitzar mà d'obra esclava africana i, així, la família reial portuguesa pretenia lucrar-se amb el comerç atlàntic d'esclaus africans per al treball esclau a la Brasil colonial, i així sota ordres de la corona portuguesa capturaven gent negra d'Angola, Moçambic i altres colònies vers Brasil.
Els comerciants de la colònia sabien que els seus negocis amb Buenos Aires i la conca del riu de la Plata serien perjudicats per aquesta maniobra de la corona portuguesa. L'aclamació del duc de Bragança com a nou rei de Portugal i la seua política de substituir mà d'obra indígena per mà d'obra esclava africana -negoci lucratiu per a Portugal i per a la família reial portuguesa- representava un dur cop per als comerciants de la colònia i castellans establerts a Sâo Paulo.
Volent mantenir l'autonomia de la ciutat, els colons no van tenir elecció, i proposaren als amics, aliats i parents l'elecció d'un rei, convencent els de la colònia que podien negar-se a reconèixer el nou rei portuguès, ja que encara no li havien jurat obediència, que els de la colònia allí acollits tenien qualitats personals que els habilitaven per a majors imperis i que l'avantatjosa situació de la ciutat i el control que tenien sobre milers d'indígenes els mantindrien lliures d'invasors.
Van escollir com a rei Amador Bueno de la Ribeira, fill d'un espanyol de Sevilla, ric habitant del lloc.

### Resultat

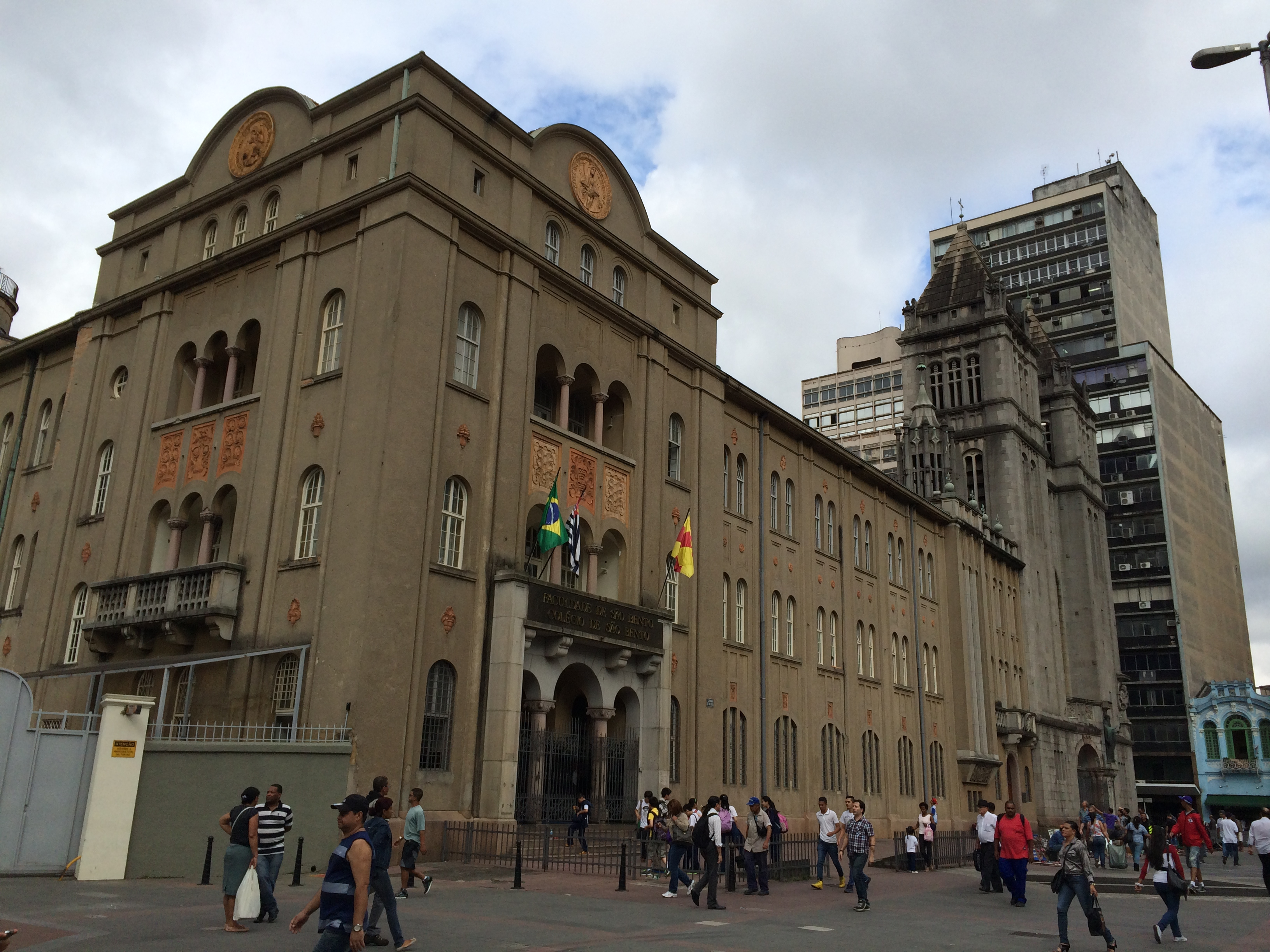
Monestir de Sâo Bento, on Amador Bueno es va refugiar després de rebutjar la proposta d'aclamació

Amador Bueno va valorar, però acabà rebutjant la proposta, més per temor de les conseqüències en els seus negocis que per fidelitat als portuguesos i al seu rei. Diuen que fou fins i tot amenaçat de mort si no empunyava el ceptre, i hagué de refugiar-se al monestir de Sâo Bento. No obstant això, després d'intenses negociacions, els castellans i recolzadors de la proposta reberen garanties que els seus negocis no es veurien afectats per Portugal, i així donaren jurament al rei João IV.
El gest no tingué conseqüències serioses, doncs Sâo Paulo era una regió marginal econòmicament i els castellans no tenien possibilitats d'iniciar una lluita contra Portugal sense suport de Madrid. L'episodi històric va servir, però, per a demostrar el descontentament dels paulistes amb la dominació portuguesa.

### Històric
L'episodi fou el primer gest d'autonomia ocorregut en la colònia i, no per casualitat va sorgir a Sâo Paulo, terra de poc de contacte amb Portugal, i de mestissatge d'indígenes i estrangers.